# Puer aeternus

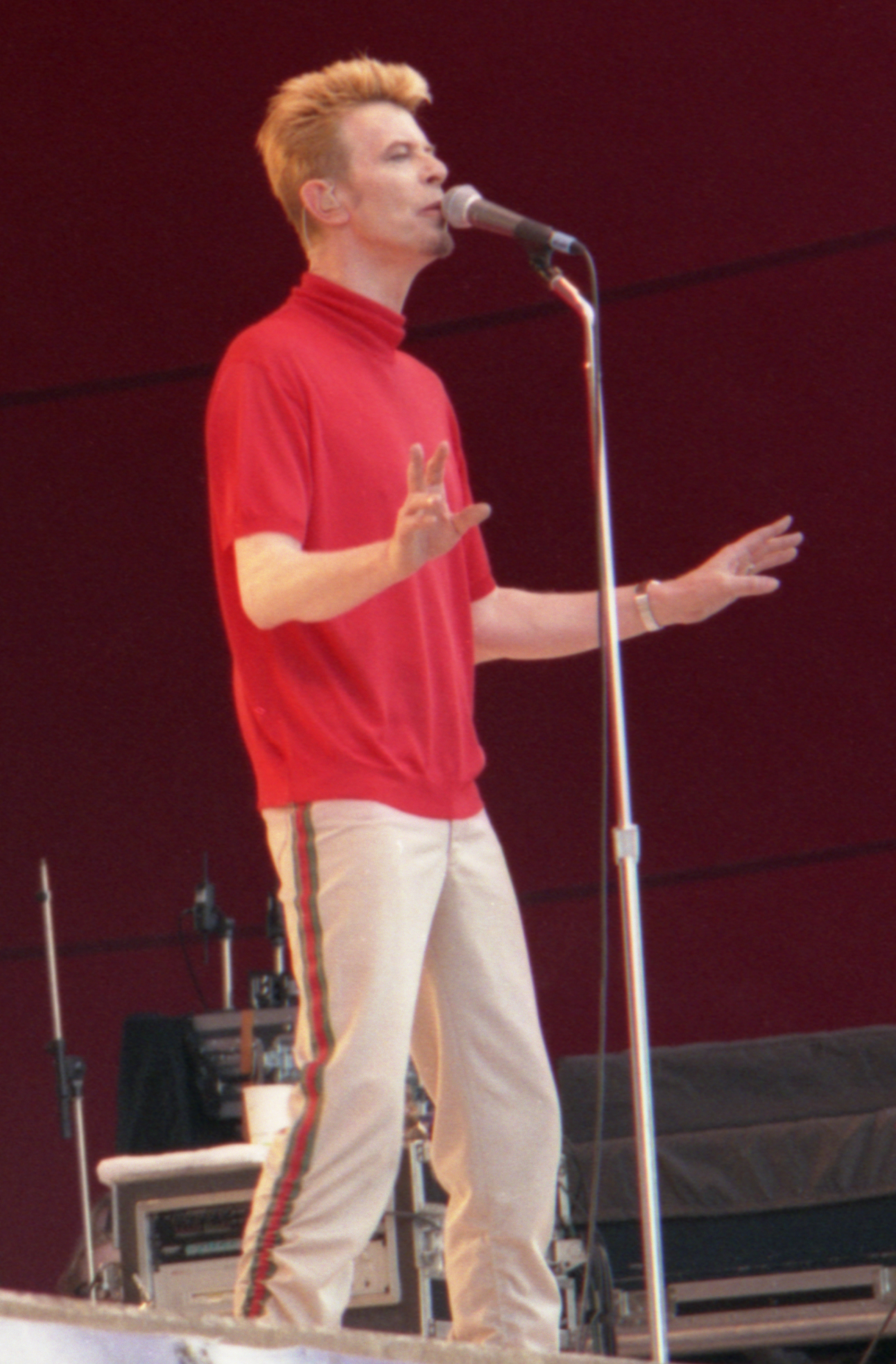
Многие деятели шоу-бизнеса эксплуатируют архетип

Puer aeternus (с лат. — «вечный мальчик») — один из юнгианских архетипов: ребёнок, который не желает взрослеть. Для этого архетипа присуще упорное нежелание принимать на себя ответственность, свойственную взрослому возрасту, своего рода неизбывный инфантилизм. Ему противопоставляется senex — «вечный старик».
Наиболее подробно архетип «вечного мальчика» исследовала в книге 1981 года The Problem of the Puer Aeternus ученица и сотрудница Юнга — Мария-Луиза фон Франц. В качестве примеров она приводит Питера Пэна и Маленького принца, а из реальных исторических личностей — Моцарта. Психолог Дэн Кайли в книге 1983 года «Мужчины, которые так и не выросли» дал архетипу альтернативное название — «синдром Питера Пэна».
В последние годы в широкий оборот вошёл англоязычный неологизм для обозначения данного архетипа — «кидалт».